# Juillaguet
Juillaguet (en limosín, julhaguet) era una comuna francesa situada en el departamento de Charente, en la región de Nueva Aquitania, que el 1 de enero de 2016 pasó a ser una comuna delegada de la comuna nueva de Boisné-la-Tude al fusionarse con las comunas de Charmant y Chavenat. Tiene una población estimada, a inicios de 2021, de 149 habitantes.

## Demografía
| Gráfica de evolución demográfica de Juillaguet entre 1800 y 2021 |
|                                                                  |

Los datos demográficos contemplados en este gráfico de la comuna de Juillaguet se han cogido de 1800 a 1999 de la página francesa EHESS/Cassini, y los demás datos de la página del INSEE.